# 31 Cephei
31 Cephei (31 Cep / HD 214470 / HR 8615) es una estrella en la constelación de Cefeo de magnitud aparente +5,09. Se encuentra a 180 años luz del sistema solar.
31 Cephei es una estrella blanco-amarilla de tipo espectral F3III-IV, clasificación estelar que la sitúa entre las gigantes y las subgigantes.
Tiene una temperatura efectiva de 6828 K —6637 K según otro estudio—, siendo unas 22 veces más luminosa que el Sol.
Su diámetro angular de 0,57 milisegundos de arco —valor obtenido mediante métodos indirectos—, permite estimar su verdadero diámetro, resultando ser éste 3,4 veces más grande que el diámetro solar.
Gira sobre sí misma con una velocidad de rotación proyectada de 85 km/s.
La característica más notable de 31 Cephei es su elevada metalicidad —abundancia relativa de elementos más pesados que el helio—, que es 3,2 veces superior a la solar.
Los niveles de ciertos metales son mucho mayores que los solares —el itrio es 17 veces más abundante mientras que lantano, bario y zinc son 6 veces más abundantes— y también el oxígeno es 2,5 veces más abundante que en nuestra estrella.
Por otra parte, la superficie estelar de 31 Cephei es deficiente en ciertos elementos tales como azufre, samario y manganeso; el contenido relativo de este último metal es la mitad del existente en el Sol.